# Aliabad (Bidżar)
Aliabad – wieś w Iranie, w ostanie Kurdystan, w szahrestanie Bidżar. W 2006 roku liczyła 230 mieszkańców.